# A las barricadas
A las barricadas (z hiszp. Na barykady) – jedna z najpopularniejszych pieśni hiszpańskich anarchistów w czasie hiszpańskiej wojny domowej, śpiewana na melodię Warszawianki 1905 roku skomponowaną przez Józefa Pławińskiego. Słowa napisał Valeriano Orobón Fernández w 1936 roku, częściowo bazując na oryginalnym tekście Warszawianki napisanym przez Wacława Święcickiego.
„Konfederacja” o jakiej mowa w ostatniej zwrotce to Krajowa Konfederacja Pracy (CNT).
„A las barricadas” jest obecnie hymnem CNT.

## Tekst
Istnieje kilka wersji tekstu, poniżej jedna z najpopularniejszych.
| Tekst oryginalny Negras tormentas agitan los aires, nubes oscuras nos impiden ver. Aunque nos espere el dolor y la muerte, contra el enemigo nos llama el deber. El bien más preciado es la libertad, hay que defenderla con fe y con valor. Alta la bandera revolucionaria, que llevará al pueblo a la emancipación En pie el pueblo obrero a la batalla, hay que derrocar a la reacción. ¡A las Barricadas! por el triunfo de la Confederación. | Tłumaczenie Czarne burze wstrząsają nieboskłonem, Ciemne chmury zasnuwają wzrok. Chociaż grozi nam cierpienie i śmierć, Przeciwko wrogowi wzywa obowiązek. Największym dobrem Jest wolność Trzeba jej bronić wiernie i odważnie. W górę rewolucyjny sztandar, Prowadzący lud ku wyzwoleniu Do boju robotnicy, Trzeba powstrzymać reakcję. Na barykady! Naprzód ku zwycięstwu Konfederacji. |